# Maasia multinervis
Maasia multinervis är en kirimojaväxtart som först beskrevs av Friedrich Ludwig Diels, och fick sitt nu gällande namn av Mols, Keßler och Rogstad. Maasia multinervis ingår i släktet Maasia och familjen kirimojaväxter. Inga underarter finns listade i Catalogue of Life.